# Harburg Transporter
Harburg Transporter — серія малих фургонів, що продаються під брендами Tempo, Hanomag, Hanomag-Henschel і Mercedes-Benz (остання компанія Tempo була продана) Ім'я не використовувалося як офіційне позначення в стилі кабовер.

## Історія

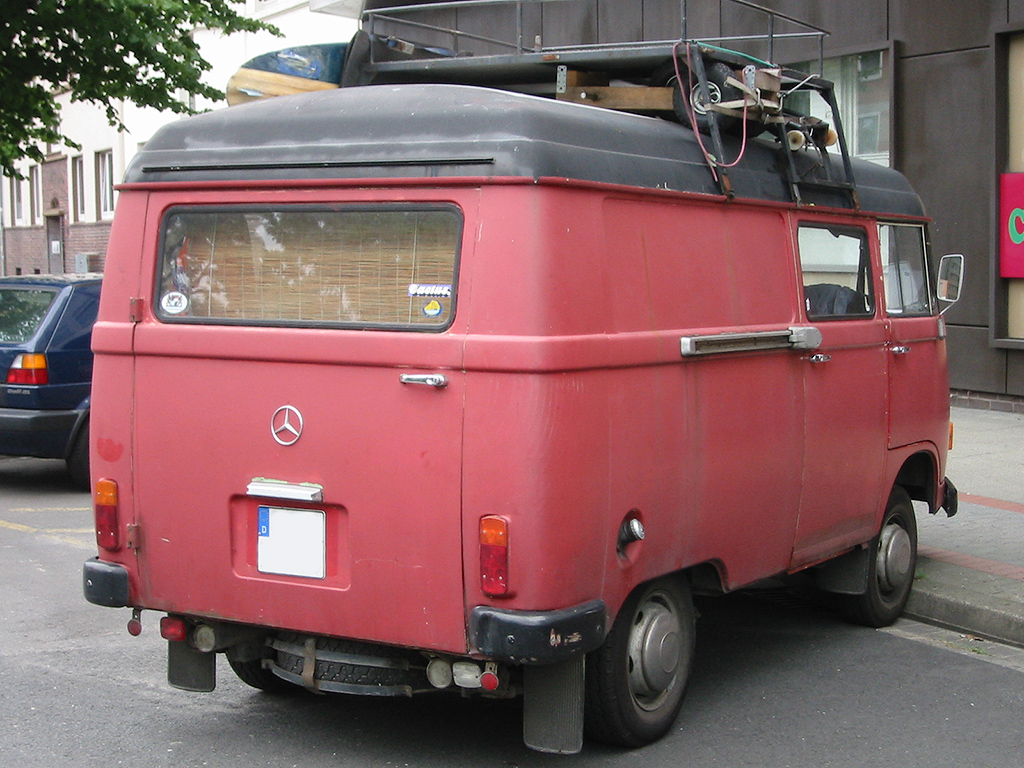
Mercedes-Benz L 206

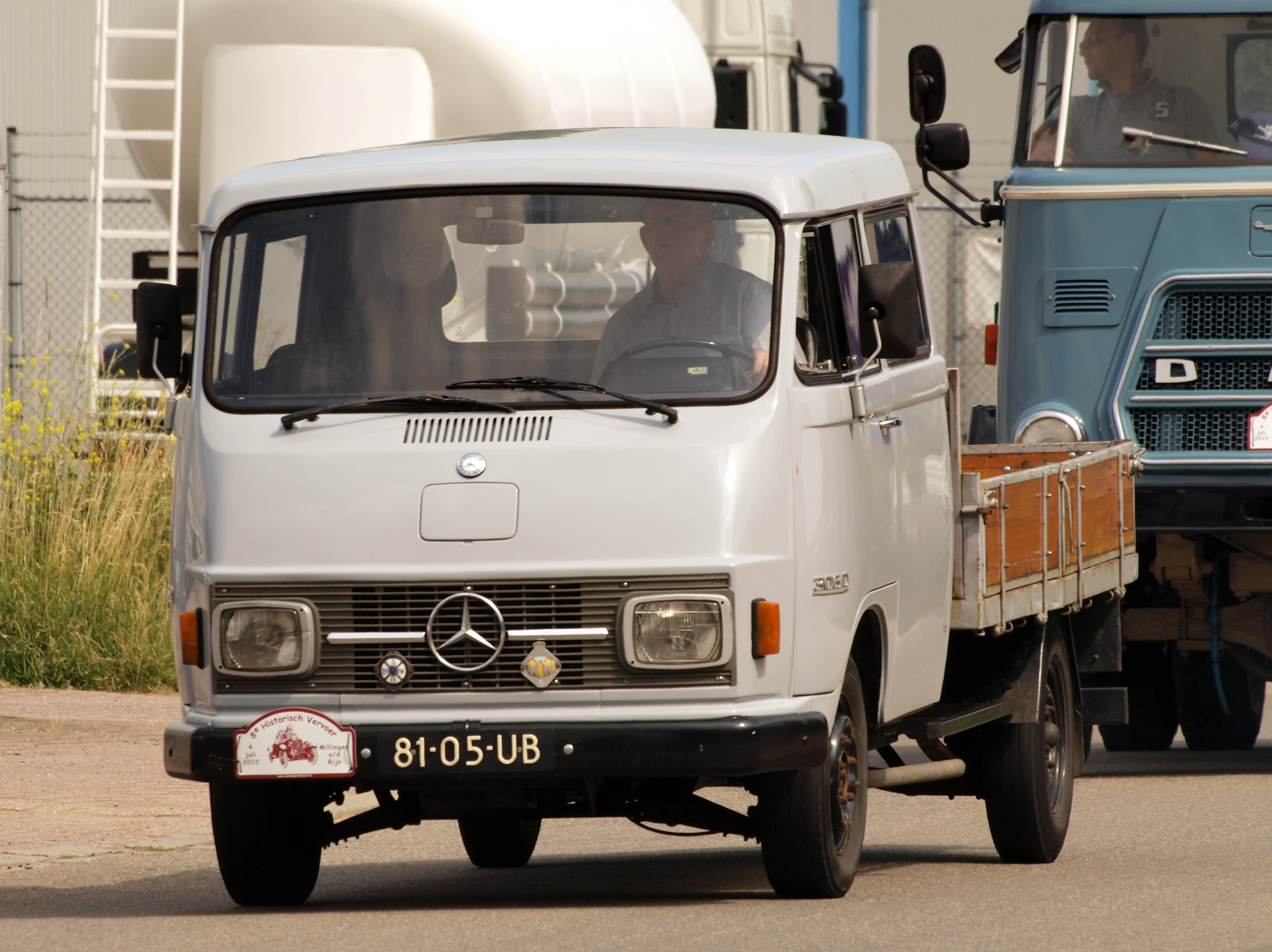
Mercedes-Benz L 306 D

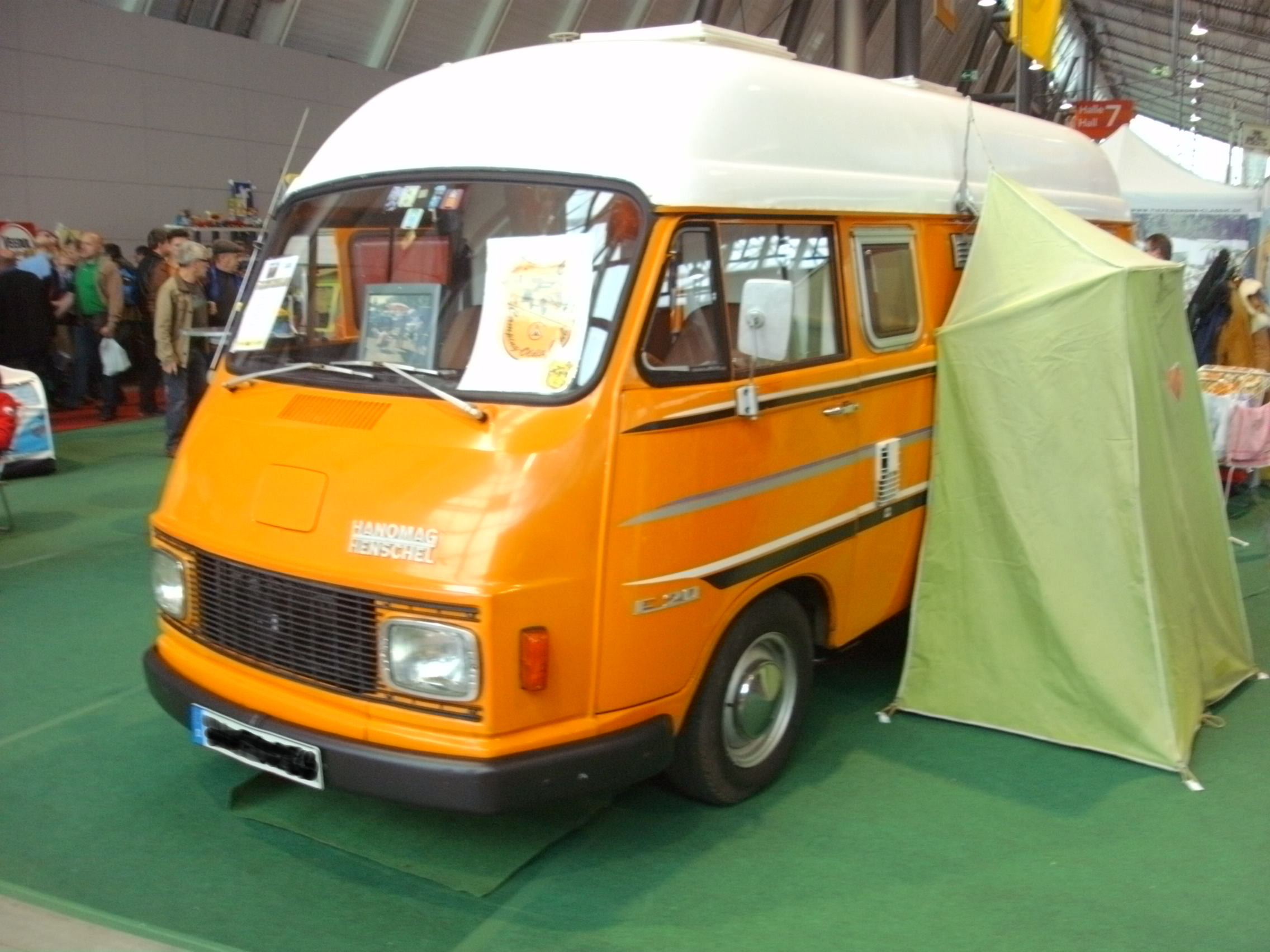
Hanomag-Henschel F20

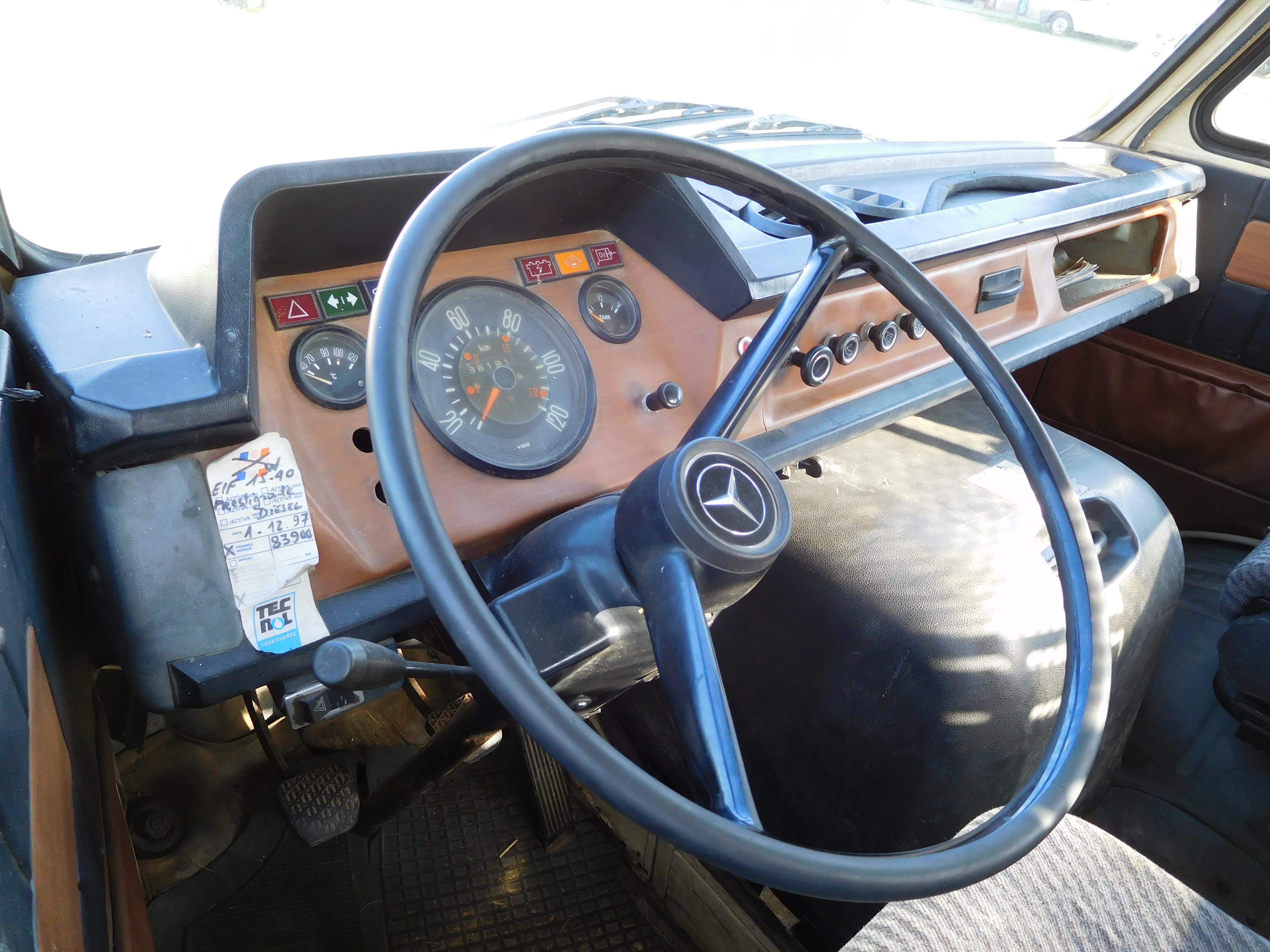

Базова модель автомобіля під назвою Matador виготовлялась компанією Tempo в Гамбург-Харбург. В 1965 році компанія Tempo була придбана компанією Hanomag, в 1966 році транспортні засоби вироблялися під назвою Rheinstahl-Hanomag. В 1967 році змінили назву Matador на Hanomag F 20, F 25, F 30 і F 35. В 1969 році відбулося об'єднана компаній Hanomag і Henschel, два виробники вантажівок належали материнській компанії Rheinstahl. Транспортні засоби почали продаватись під назвою Hanomag Henschel. Так як завод в Гамбург-Харбург був зайнятий виробництвом фургонів, з 1969 року виробництво автомобілів почало здійснюватись на колишньому заводі компанії Borgward в Бремені, Rheinstahl Hanomag викупила його в збанкротілої Borgward.
Вже через рік, в 1970 році Daimler-Benz викупив компанію Hanomag Henschel. Фургони почали продаватись під маркою Mercedes-Benz. Фургони почали продавались паралельно під назвою Hanomag Henschel і Mercedes і відрізнялись лише логотипом. Під маркою Mercedes-Benz виготовлялись L 206 D, L 207, L 306 D і L 307.
Обсяги виробництва Harburg Transporter ніколи не досягали обсягів виробництва основних конкурентів, таких як Volkswagen Transporter та Ford Transit. У 1975 році, виготовлено останній фургон під назвою Hanomag Henschel, під назвою Mercedes-Benz виробництво тривало до 1977 року. Компанія Bajaj Tempo виготовляє цю модель в Індії під назвою Force Matador. В 1977 році сімейство Harburg Transporter було замінене на нову модель Mercedes-Benz T1.

## Технічні характеристики
Harburg Transporter має переднє розташуванням двигуна, передній привід і шасі з паралельних труб. Передні колеса розташовані на подвійних поперечних важелях з торсіонною підвіскою на поздовжньо встановлених ресорах, ззаду-нерозрізний міст з ресорами. Це відрізняє його від лідера, Volkswagen Transporter з заднім розташуванням двигуна. Були доступні дизельні та бензинові двигуни. Дизельні двигуни були спочатку конструкції Hanomag, після приєднання до Daimler-Benz, почали встановлювати двигуни Mercedes-Benz. Бензинові двигуни куплялись в британської компанії Austin. Загальна маса становить від 2000 кг до 3550 кг. Harburg Transporter пропонувались в кузові мікроавтобус, фургон і пікап. Були запропоновані одно-, дво-та тримісні версії, з високим і низьким дахом.

### Двигуни
- 1,8 л Hanomag D301 50 к.с. (37 кВт)
- 2,0 л Mercedes-Benz OM615 І4 55 к.с. (40 кВт)
- 2,2 л Mercedes-Benz OM615 І4 60 к.с. (44 кВт)
- 1,6 л Austin 54 к.с. (40 кВт)
- 1,6 л Austin A70 70 к.с. (55 кВт)